# Yan Mambo
Pour les articles homonymes, voir Mambo (homonymie).
 (avril 2022).
La mise en forme du texte ne suit pas les recommandations de Wikipédia : il faut le « wikifier ».
Les points d'amélioration suivants sont les cas les plus fréquents. Le détail des points à revoir est peut-être précisé sur la page de discussion.
- Les titres sont pré-formatés par le logiciel. Ils ne sont ni en capitales, ni en gras.
- Le texte ne doit pas être écrit en capitales (les noms de famille non plus), ni en gras, ni en italique, ni en « petit »…
- Le gras n'est utilisé que pour surligner le titre de l'article dans l'introduction, une seule fois.
- L'italique est rarement utilisé : mots en langue étrangère, titres d'œuvres, noms de bateaux, etc.
- Les citations ne sont pas en italique mais en corps de texte normal. Elles sont entourées par des guillemets français : « et ».
- Les listes à puces sont à éviter, des paragraphes rédigés étant largement préférés. Les tableaux sont à réserver à la présentation de données structurées (résultats, etc.).
- Les appels de note de bas de page (petits chiffres en exposant, introduits par l'outil «  Source ») sont à placer entre la fin de phrase et le point final[comme ça].
- Les liens internes (vers d'autres articles de Wikipédia) sont à choisir avec parcimonie. Créez des liens vers des articles approfondissant le sujet. Les termes génériques sans rapport avec le sujet sont à éviter, ainsi que les répétitions de liens vers un même terme.
- Les liens externes sont à placer uniquement dans une section « Liens externes », à la fin de l'article. Ces liens sont à choisir avec parcimonie suivant les règles définies. Si un lien sert de source à l'article, son insertion dans le texte est à faire par les notes de bas de page.
- La présentation des références doit suivre les conventions bibliographiques. Il est recommandé d'utiliser les modèles {{Ouvrage}}, {{Chapitre}}, {{Article}}, {{Lien web}} et/ou {{Bibliographie}}. Le mode d'édition visuel peut mettre en forme automatiquement les références.
- Insérer une infobox (cadre d'informations à droite) n'est pas obligatoire pour parachever la mise en page.

Pour une aide détaillée, merci de consulter Aide:Wikification.
Si vous pensez que ces points ont été résolus, vous pouvez retirer ce bandeau et améliorer la mise en forme d'un autre article.
Yan Mambo, né le 12 août 1980 à Matete, dans la ville-province de Kinshasa, en République démocratique du Congo, est un réalisateur, producteur et chroniqueur de télévision congolais. Né Yannick Mambo Kasongo, il travaille entre autres sur des clips vidéo de Koffi Olomide, Werrason et bien d'autres grands noms[non neutre] de la scène artistique congolaise. Il est surnommé l'« Ours blanc », en référence à son albinisme. 

## Biographie
Yan Mambo, né Yannick Mambo Kasongo, voit le jour le 12 août 1980 dans la commune de Matete, au sud-est de Kinshasa. Il est le fils unique de Michel Kasongo, fonctionnaire, et d'Espérance Ekongo, et grandit alternativement entre la cité Maman Mobutu, située à Mont Ngafula, et Matete, où il passe presque toutes ses vacances.
Le goût de Yan Mambo pour le beau et de l'art se fait remarquer depuis son jeune âge. Cette passion pour l'art s'exprime dans le dessin et la peinture. Son père travaillant dans la fonction publique, il ne souhaite pas que son fils évolue dans le domaine artistique mais le déclic se produit quand pour ses 15 ans celui-ci lui offre un appareil photo argentique.[réf. nécessaire]
En dépit de son amour pour l'art, Yan Mambo, après avoir décroché son diplôme d'État, entreprend d'étudier le droit. Le diplôme de licence décroché ne l'empêche pas de retourner à son premier amour, l'art. Yan Mambo est doté d'un talent de réalisateur et d'une écriture cinématographique assez rare qui lui a permis de se démarquer dans le milieu créatif de Kinshasa[non neutre].
Contre la volonté de ses parents, Yan Mambo reprend le chemin de la photographie. Aujourd’hui, Yan Mambo, affectueusement appelé « Ours blanc », est un réalisateur et professionnel de l'audiovisuel en activité depuis 1998.

## Engagement pour les droits des albinos
Dans un contexte de persécution des albinos en Afrique, Yan Mambo, qui est lui-même albinos, est l'un des visages du mouvement militant pour des meilleures conditions de vie des albinos. Il organise des journées de sensibilisation avec l'association sans but lucratif « Plus de couleur » à travers la campagne du même nom, qu'il initie le 13 juin 2015, lors de la première la journée internationale de sensibilisation à l'albinisme. Yan Mambo veut alors briser les barrières existant entre les personnes de peaux noires, blanches et métissées et les albinos,.
Du 27 au 29 août 2015, Yan Mambo organise à Kinshasa le festival militant « Fièrement Ndundu » pour « renforcer la visibilité des albinos dans les hautes sphères, créer des modèles pour permettre aux parents d'enfants albinos de ne pas en avoir honte ».
En octobre 2015,, une vingtaine d'hommes et de femmes albinos participent à un défilé de mode organisé par le réalisateur Yan Mambo, dans l'objectif d'endiguer les discriminations.
En mars 2016, il déclare au journal La Croix qu'il aimerait ne plus jamais entendre un Congolais dire qu’il serait prêt à « jeter » son enfant s’il était albinos.

## Distinctions
En 2016, Yan Mambo est nommé aux Bilily Awards comme meilleur réalisateur, nomination meilleur clip diaspora pour Amour de ma vie du guitariste Olivier Tshimanga et nomination pour le meilleur clip féminin pour Je donnerai de M'egane Rolfoch.
En 2016, prix Mosala de Maxi agency : Meilleur réalisateur.
En 2017, prix du meilleur réalisateur de clip masculin Bilili Awards.
En 2018, prix du meilleur réalisateur Bravo X.
En 2018, prix de la meilleure production TV (Univers Acoustic) Bilili Awards.
En 2019, Music in Africa : cité parmi les cinq réalisateur qui vendent mieux l'image de la RDC.
En 2020, cité parmi les 100 game changer de la RDC par le magazine Optimum.
En 2021, prix du modèle social pour Maxi Agency.
En 2021, prix du modèle parmi les 100 jeunes espoirs de la RDC
En 2021, il est honoré par le président de la République Félix Antoine Tshisekedi Tshilombo.